# Lotisma trigonana
Lotisma trigonana is een vlinder uit de familie van de Copromorphidae. De wetenschappelijke naam van de soort is voor het eerst geldig gepubliceerd in 1879 door Walsingham.